# Passavamo sulla terra leggeri
Passavamo sulla terra leggeri è un romanzo di Sergio Atzeni, pubblicato postumo nel 1996, considerata la sua opera più importante e letta.

## Trama
È una rievocazione romanzata della storia della Sardegna, resa in forma di resoconto mnemonico orale. Dai tempi lontani in cui dei fuggiaschi arrivarono sull'isola da una non precisata terra a oriente, sino alla sconfitta nella battaglia di Sanluri del 1409, combattuta dal Regno di Arborea, ultimo giudicato superstite, contro i catalano-aragonesi. I protagonisti, veri, inventati o trasformati (fra cui la figura di Mariano che diventa una capra zoppa danzante) detengono il filo della memoria collettiva detenuto dai "Custodi del Tempo". Il penultimo di questi (Antonio Setzu ovvero Antonio il vecchio) è appunto la principale voce narrante del romanzo, colui che racconta in una casa di un paesino chiamato Morgongiori l'intera storia al nuovo custode.
A parte la follia di ucciderci l'un l'altro per motivi irrilevanti, eravamo felici.»
(Sergio Atzeni, Passavamo sulla terra leggeri)
La narrazione miscela riferimenti alla geografia e alla storia dell'isola sovrapposti a un racconto mitico e storicamente non accurato. Ad esempio la cosiddetta "lingua degli antichi" viene reinventata da Atzeni senza l'utilizzo di strumenti etimologici ma solo come invenzione letteraria. La stessa parola s'ard è tradotta come danzatori di stelle.

## Successo postumo
A poco tempo dalla pubblicazione, il romanzo - considerato dalla critica letteraria come «l’esito di un progetto organico e di un discorso unitario» - è diventato un riferimento culturale letterario e identitario della Sardegna contemporanea.

## Edizioni
- Sergio Atzeni, Passavamo sulla terra leggeri, Arnoldo Mondadori Editore, 1996,  pp. 218, ISBN 88-04-41178-3.
  - Il Maestrale, Nuoro, 1997.
  - Ilisso, Nuoro, 2000, 2003.
  - Sellerio, Palermo, 2023.
- Nous passions sur la terre, légers, traduzione in francese a cura di Marc Porcu, Actes Sud, Arles (Francia), 2010.
- Lèbius nci passamus in sa terra, traduzione in sardo a cura di Franco Medda, Condaghes, Cagliari, 2010.
- (CA) Sergio Atzeni, Passàvem per la terra lleugers, traduzione di Adrià Martín, Palma de Mallorca, Lleonard Muntaner Editor, 2022, ISBN 978-84-1875-895-9.